# 萊利渡假村 (佛羅里達州)
萊利渡假村（英語：Lely Resort）是位於美國佛羅里達州科利爾縣的一個人口普查指定地區。

## 地理
萊利渡假村的座標為26°04′52″N 81°42′03″W / 26.08111°N 81.70083°W，而該地最高點為海拔高度2米（即7英尺）。

## 人口
根據2010年美國人口普查的數據，萊利渡假村的面積為13.70平方千米，當中陸地面積為12.80平方千米，而水域面積為0.90平方千米。當地共有人口4646人，而人口密度為每平方千米339人。